# Стюарт (команда Формули-1)
Стюарт, повна назва Стюарт Гран Прі (англ. Stewart Grand Prix) — британська гоночна команда Формули-1, що існувала в 1997—1999 роках. Заснована 1996 року  трикратним чемпіоном Джекі Стюартом та його сином Полом. 
Команда провела три сезони у чемпіонаті (1997-1999) за підтримки компанії Ford. 1999 рік був найуспішнішим для команди: Джонні Герберт виграв Гран-прі Європи, а Рубенс Баррікелло завоював  поул-позишн. Команда посіла четверте місце в Кубку конструкторів. 
У 1999 році команда була продана компанії Ford і перейменована на Jaguar Racing. Згодом команду придбала компанія Red Bull та перейменувала її на Red Bull Racing в 2005 році.

## Заснування
Витоки команди сягають кінця 1988 року, коли син Джекі Стюарта Пол створив Paul Stewart Racing, купивши Gary Evans Motorsport Team. Ця команда вступила в сезоні Британської Формули-3 1989 року з 10 співробітниками. Команда залучила спонсора Camel. Пол Стюарт виступав гонщиком команди разом із німцем Отто Ренсінгом. Команда здобула одну перемогу зі Стюартом на трасі Снеттертон. У 1990 році команда розширилася за рахунок переїзду в нову штаб-квартиру в Мілтон-Кінз і була розділена на три секції для підготовки до Європейської Формули 3000, Формули 3 і Формули Vauxhall Lotus. За кілька років команда досягла успіху, вигравши 12 титулів і 119 гонок у різних категоріях.
Наприкінці 1995 року Stewart Racing висловила незацікавленість у переході до Формули-1, вважаючи, що короткотривалі заявки Simtek, Pacific і Forti або провалились і покинули Формулу-1, або скоро покинуть. Ця позиція була змінена в січні 1996 року, коли Джекі Стюарт уклав п'ятирічну угоду про програму розвитку з Ford, щоб зробити його заводською командою. Раніше Ford брав участь у угоді як заводський постачальник двигунів для Sauber. Команда отримала фінансування з Малайзії для популяризації країни в цілому. Стюарт консультувався з Джоном Барнардом щодо бізнес-плану з бюджетом у 24 мільйони фунтів стерлінгів.

## Історія виступів

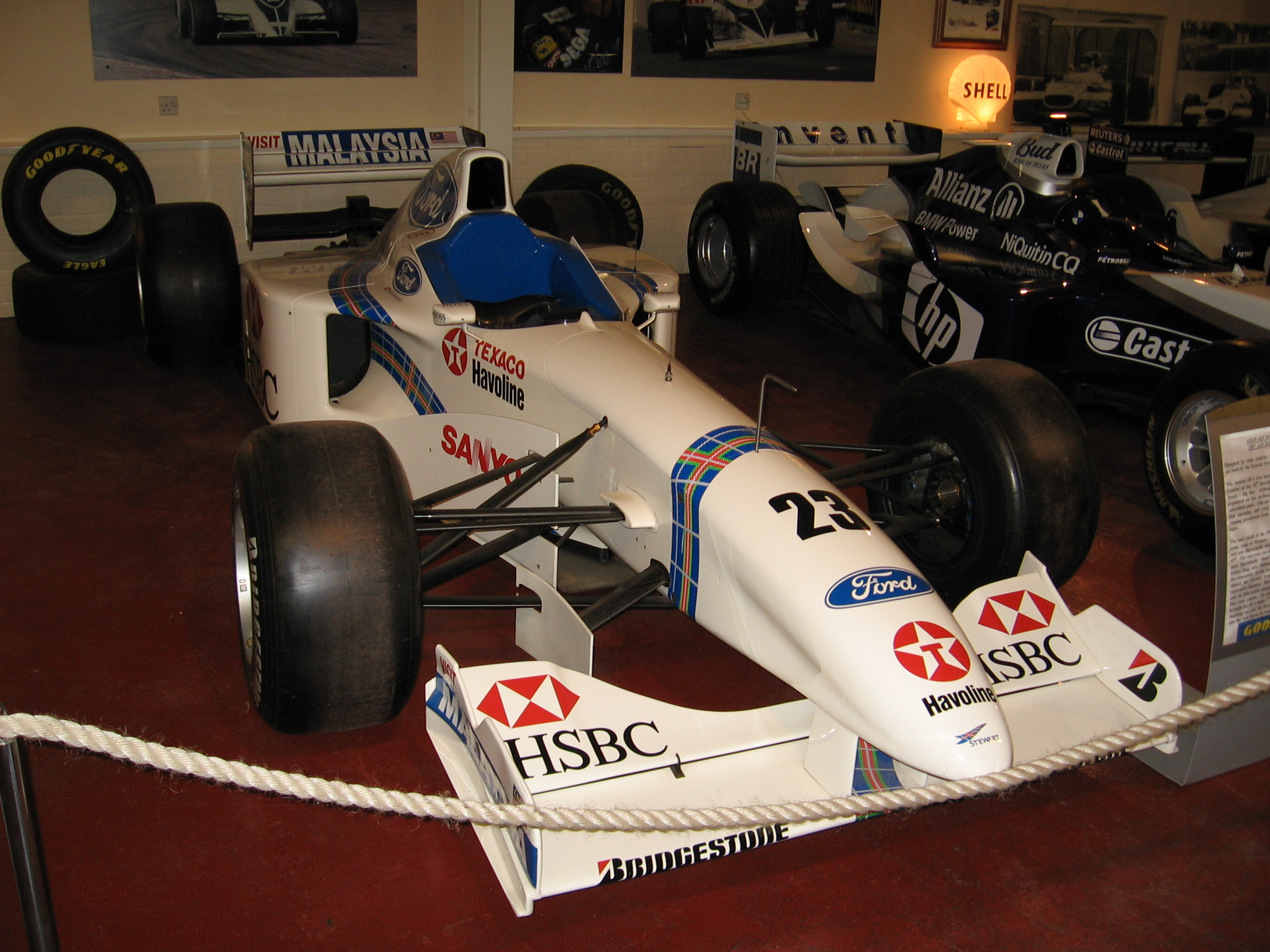
Stewart SF01, який пілотував Ян Магнуссен в дебютному сезоні команди.

### Сезон 1997
Перший болід під назвою Stewart SF01 був представлений 19 грудня 1996 року. За підтримки Ford команда дебютувала на Гран-прі Австралії 1997 року з пілотами Рубенсом Баррікелло та Яном Магнуссеном. Єдиний успіх їхнього першого року був досягнутий на дощовому Гран-прі Монако, де Баррікелло фінішував другим. Магнуссен у другій машині фінішував трохи за очками на 7-му місці після втрати переднього антикрила в шикані. На інших Гран-прі команда боролася в середині пелетону, а Баррікелло часто міг боротися за очки. Надійність боліда була низькою, оскільки двигун Ford Zetec-R V10, встановлений на боліді SF01, виявився надзвичайно ненадійним. Це обмежило команду лише вісьмома класифікованими фінішами з тридцяти чотирьох можливих.

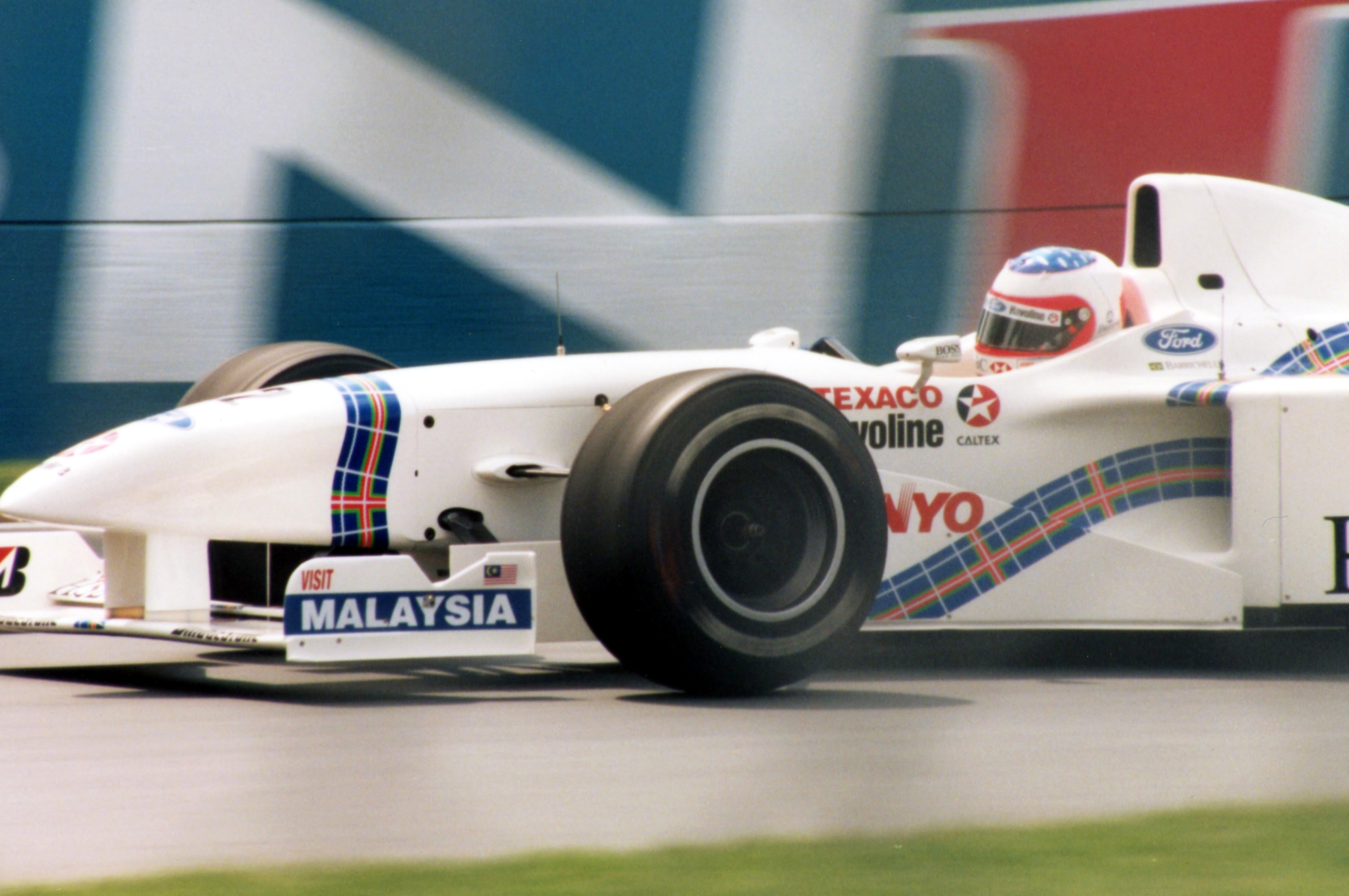
Рубенс Баррікелло на Гран-прі Канади 1997 року. Тартанові декорації в лівреї вказували на шотландське походження Стюартів.

### Сезон 1998
1998 рік був важким для команди, жоден пілот не зміг піднятися на подіум. Справді, отримати очки було важко, і після кількох невдалих виступів Яна Магнуссена змінив голландець Йос Ферстаппен, за іронією долі, після того, як Магнуссен набрав свої перші й єдині очки у Формулі-1 на Гран-прі Канади, повному аварій.
Зрештою, зміна пілота не мала великого значення, оскільки Ферстаппен також продовжив невдалі виступи, але був ближчим до Баррікелло, ніж Магнуссен. Ферстаппен покинув команду наприкінці сезону після того, як приєднався Джонні Герберт. Ферстаппен був не задоволений підготовкою та налаштуваннями боліду та розкритикував команду за прихильність до Баррікелло та звинуватив у тому, що команда не здатна приділяти достатньо уваги обом болідам.
Наприкінці сезону 1998 року технічний директор Алан Дженкінс покинув Stewart Grand Prix і його замінив Гері Андерсон з Jordan.

### Сезон 1999

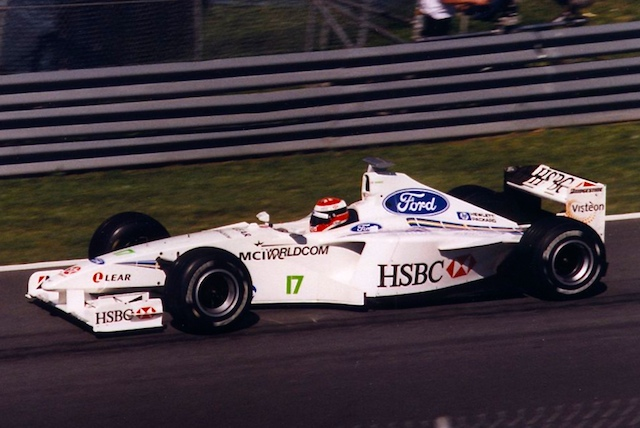
Джонні Герберт здобув першу і єдину перемогу команди в сезоні року.

Після того, як компанія Ford придбала Cosworth у липні 1998 року, вони ризикнули розробити та побудувати абсолютно новий двигун для сезону 1999 року. SF3 виявився швидким, однак обидві машини перегрілися на стартовій решітці в першій гонці на Гран-прі Австралії, після успішної кваліфікація. Герберт був змушений зійти з гонки, а Баррікелло стартував з піт-лейну. Під час гонки Баррікелло отримав штрафну зупинку та фінішував 5-м. Автомобіль був незмінно конкурентоспроможним протягом усього сезону, однак двигун спочатку виявився ненадійним, оскільки він зірвався на обох болілах під час Гран-прі Бразилії. Через це двигун майже не використовувався на повну потужність. Конкурентоспроможність Stewart була підтверджена довготривалим лідерством в Бразилії та поул Баррікелло на Гран-прі Франції. Джонні Герберт здобув перемогу на дощовому Гран-прі Європи 1999 року на новому Нюрбургрингу після того, як інші претенденти зійшли з гонки або втратили час у боксах, міняючи шини. Баррікелло фінішував третім, у результаті більшість спостерігачів вказали, що команда заслужила на перемогу, враховуючи їх сильні виступи протягом сезону. Джонні Герберт також став несвідомо впливовим у чемпіонаті на наступній і передостанній гонці, Гран-прі Малайзії. Він був 3-м після Ferrari Міхаеля Шумахера та Едді Ірвайна, але помилка на останніх колах дозволила Мікі Гаккінену проскочити та зайняти фінальний місце на подіумі, що дало претенденту на чемпіонство дуже важливі очки. Ferrari були дискваліфіковані за невідповідності автомобіля, і перемога дозволила Гаккінену вдруге стати чемпіоном. В результаті пілоти Stewart фінішували 2-м і 3-м у гонці. Однак Ferrari виграла апеляцію, і початковий результат був відновлений. Проте Гаккінен все ж зміг перемогти в чемпіонаті, а Stewart посів 4 місце в Кубку конструкторів, перемігши такі команди, як Williams і Benetton. Гран-прі Японії 1999 року став останнім для команди Stewart.
Після того, як Ford викупив команду, вона стала відома як Jaguar Racing на сезон 2000 року. Однак невтішні результати виступів призвели до того, що команда була продана на сезон 2005 року, ставши Red Bull Racing.

## Результати виступів в Формулі-1
| Рік  | Шасі | Двигун                  | Шини | Пілот             | 1    | 2    | 3    | 4    | 5    | 6    | 7    | 8    | 9    | 10   | 11   | 12   | 13   | 14   | 15   | 16   | 17   | Очки | Місце |
| ---- | ---- | ----------------------- | ---- | ----------------- | ---- | ---- | ---- | ---- | ---- | ---- | ---- | ---- | ---- | ---- | ---- | ---- | ---- | ---- | ---- | ---- | ---- | ---- | ----- |
| 1997 | SF01 | Ford VJ Zetec-R 3.0 V10 | B    |                   | АВС  | БРА  | АРГ  | СМР  | МОН  | ІСП  | КАН  | ФРА  | ВЕЛ  | НІМ  | УГО  | БЕЛ  | ІТА  | АВТ  | ЛЮК  | ЯПО  | ЄВР  | 6    | 9     |
| 1997 | SF01 | Ford VJ Zetec-R 3.0 V10 | B    | Рубенс Баррікелло | Схід | Схід | Схід | Схід | 2    | Схід | Схід | Схід | Схід | Схід | Схід | Схід | 13   | 14†  | Схід | Схід | Схід | 6    | 9     |
| 1997 | SF01 | Ford VJ Zetec-R 3.0 V10 | B    | Ян Магнуссен      | Схід | НС   | 10†  | Схід | 7    | 13   | Схід | Схід | Схід | Схід | Схід | 12   | Схід | Схід | Схід | Схід | 9    | 6    | 9     |
| 1998 | SF02 | Ford VJ Zetec-R 3.0 V10 | B    |                   | АВС  | БРА  | АРГ  | СМР  | ІСП  | МОН  | КАН  | ФРА  | ВЕЛ  | АВТ  | НІМ  | УГО  | БЕЛ  | ІТА  | ЛЮК  | ЯПО  |      | 5    | 8     |
| 1998 | SF02 | Ford VJ Zetec-R 3.0 V10 | B    | Рубенс Баррікелло | Схід | Схід | 10   | Схід | 5    | Схід | 5    | 10   | Схід | Схід | Схід | Схід | Схід | 10   | 11   | Схід |      | 5    | 8     |
| 1998 | SF02 | Ford VJ Zetec-R 3.0 V10 | B    | Ян Магнуссен      | Схід | 10   | Схід | Схід | 12   | Схід | 6    |      |      |      |      |      |      |      |      |      |      | 5    | 8     |
| 1998 | SF02 | Ford VJ Zetec-R 3.0 V10 | B    | Йос Ферстаппен    |      |      |      |      |      |      |      | 12   | Схід | Схід | Схід | 13   | Схід | Схід | 13   | Схід |      | 5    | 8     |
| 1999 | SF3  | Ford CR-1 3.0 V10       | B    |                   | АВС  | БРА  | СМР  | МОН  | ІСП  | КАН  | ФРА  | ВЕЛ  | АВТ  | НІМ  | УГО  | БЕЛ  | ІТА  | ЄВР  | МАЛ  | ЯПО  |      | 36   | 4     |
| 1999 | SF3  | Ford CR-1 3.0 V10       | B    | Рубенс Баррікелло | 5    | Схід | 3    | 9†   | ДСК  | Схід | 3    | 8    | Схід | Схід | 5    | 10   | 4    | 3    | 5    | 8    |      | 36   | 4     |
| 1999 | SF3  | Ford CR-1 3.0 V10       | B    | Джонні Герберт    | НС   | Схід | 10†  | Схід | Схід | 5    | Схід | 12   | 14   | 11†  | 11   | Схід | Схід | 1    | 4    | 7    |      | 36   | 4     |

Примітки
- † – Пілоти, що не фінішували на гран-прі, але були класифіковані, оскільки подолали понад 90 % дистанції.